# Nikítinski (Krasnodar)
Nikítinski (del ruso: Никитинский) es un jútor del raión de Krymsk del krai de Krasnodar, en Rusia. Está situado en la orilla derecha del Kudako, afluente del Adagum, de la cuenca del Kubán, 13 km al noroeste de Krymsk y 90 km al oeste de Krasnodar. Tenía 56 habitantes en 2010
Pertenece al municipio Kíyevskoye.